# Драган Веселинов
Драган Веселинов (Баранда, 3. мај 1950) српски је бивши политичар и пензионисани редовни професор на Факултету политичких наука.
Као председник Народне сељачке странке (основане 1990. године), био је међу ретким српским политичарима који су се отворено супротставили политици Слободана Милошевића и његових савезника почетком 1990-их.
Био је функцији министра у влади два премијера, Зорана Ђинђића и Зорана Живковића, од 2001. до 2003. године, пре него што је поднео оставку под притиском јавности када је владино возило у којем се налазио ударило и усмртило два пешака на тротоару у Београду.

## Биографија
Син је политичара из Војводине Славка Веселинова, који је био члан Председништва САП Војводине од 5. маја 1986. до 24. октобра 1988. године
Основну школу је завршио у родом селу, гимназију „Урош Предић” у Панчеву. Основне студије на Факултету политичких наука је завршио 1973. године на смеру  међународно-политички. На Економском факултету у Београду је завршио магистарске студије 1977. године са тезом Робна производња и индивидуално пољопривредно газдинство у Југославији. Док је 1979. године докторирао на Факултету политичких наука са тезом Ситно парцелно власништво у аграрној репродукцији Југославије.
На Факултету политичких наука је радио у периоду од 1974. године до 1. октобра 2018. године када је отишао у пензију, са звањем редовног професора.

### Саобраћајна несрећа и оставка
Дана 15. априла 2003. око 9:40 ујутру, возило у државном власништву марке Мицубиши Пајеро са упаљеним ротационим светлима, којим је управљао возач Стеван Бакалов који је возио министра пољопривреде Веселинова и његовог телохранитеља који су били на задњем седишту. Кренули су Београдском улицом према Тргу Славија је ударио бели такси марке Mercedes 190 на раскрсници са Његошевом улицом, потом изгубио контролу над возилом и завршио је на тротоару где су три пешака чекала да пређу улицу. Теренац је ударио троје пешака пре него што је ударио у стуб, чиме се возило зауставило. Тридесетдвогодишња Катарина Марић преминула је моментално, док је други пешак Србислав Ћирић био тешко повређен.
Иако Веселинов у почетку није показао намеру да поднесе оставку, међутим, у року од два месеца — суочавајући се са притиском јавности и све већим позивима из владе да то учини — најавио је оставку 29. маја те године.
Судски процес је почео тако што је окружно јавно тужилаштво подигло оптужницу против Бакалова крајем маја 2004. године, више од годину дана након догађаја. Другог марта 2006. године возач Бакалов је осуђен на пет година затвора због „изазивања саобраћајне несреће”. Судско веће којим је председавала судија Бранка Пејовић прогласило је Бакалова кривим за вожњу брзином већом од дозвољене и за прелазак на црвено. У мају 2007. године у жалбеном поступку, казна је смањена на четири године. Бакалов је казну служио у пожаревачком затвору Забела.
Веселинов је 3. марта 2009. — скоро шест година након догађаја и три године након првостепене пресуде Бакалову — у оквиру правног процеса на захтев породице жртве Катарине Марић, саслушан због сумње да је дао лажно сведочење током на суђењу, наводно лагање о аутомобилу који пролази кроз раскрсницу Београдска-Његошева на зелено светло.

## Дела
Драган Веселинов је написао следеће књиге:
- „Основи технике и производње“, коаутор, уџбеник за I разред средњег усмереног образовања, Научна књига, Београд, 1977. и 1982 године
- „Подруштвљавање пољопривреде“, Српска академија наука и уметности, Београд, 1986. године
- „Аграрно питање у Југославији“, Борба, Београд, 1981. године
- „Сумрак сељаштва“, Економика, Београд, 1987. године
- „Стотину удараца“, Свјетлост, Сарајево, 1991. године
- „Политичка економија“, уџбеник, Чигоја штампа, Београд, 1997 - 2016 (15 издања)
- „Мухамед на Исусовом крсту - политичка економија ислама“, 2009 - 2018 (8 издања)